# Канага
Канага (енгл. Kanaga Island) је ненасељено острво САД које припада савезној држави Аљаска. Површина острва износи 369 km².